# 自然の斉一性
自然の斉一性原理（しぜんのせいいつせいげんり、英: principle of the uniformity of nature）または単に斉一性原理とは、科学哲学の世界で用いられる言葉で「自然界で起きる出来事は全くデタラメに生起するわけではなく、何らかの秩序があり、同じような条件のもとでは、同じ現象がくりかえされるはずだ」という仮定。18世紀スコットランドの哲学者デイヴィッド・ヒュームが懐疑的に批判した帰納法について、その確実性を再検討する形で、推論の一種である枚挙的帰納法を成立させるために必要な前提として、ジョン・スチュアート・ミルが提唱した。自然の一様性原理とも訳される。

## バリエーション
自然の斉一性という言葉が示す内容は、具体的にはいくつかのバリエーションがある。
- 「自然法則は、時間的な変化をしない。自然現象の起こり方に変化が生じた場合、それはその自然法則の内部でなんらかの条件が変化したためである」（時間）
- 「地球を含む宇宙のあらゆる場所において自然法則は同じものである」（空間）

## 具体例
例えば次のような推論を考えて欲しい。

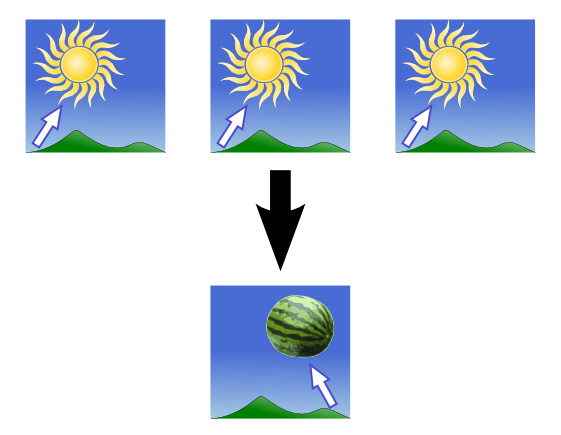
自然の斉一性をあえて無視してみると・・・

- 前提1.二日前、あの東の山の間から、太陽が昇ってきた
- 前提2.昨日、あの東の山の間から、太陽が昇ってきた
- 前提3.今日、あの東の山の間から、太陽が昇ってきた

---
- 結論.よって明日は、西から、スイカが昇る

多くの人は、この推論はおかしいと思うだろう。今までずっと東だったのが、なぜ突然に西になるのか、そして今までずっと太陽が昇ってきたのに、なぜ突然スイカが昇ってくるのか、と思うだろう。ここであなたが「この推論はおかしい」と考える上で前提としている考えこそが自然の斉一性である。つまり、今までこうだったのならば、これからも今までと同じような形で、自然は振舞っていくはずだ、という仮定のことである。

## 正当化

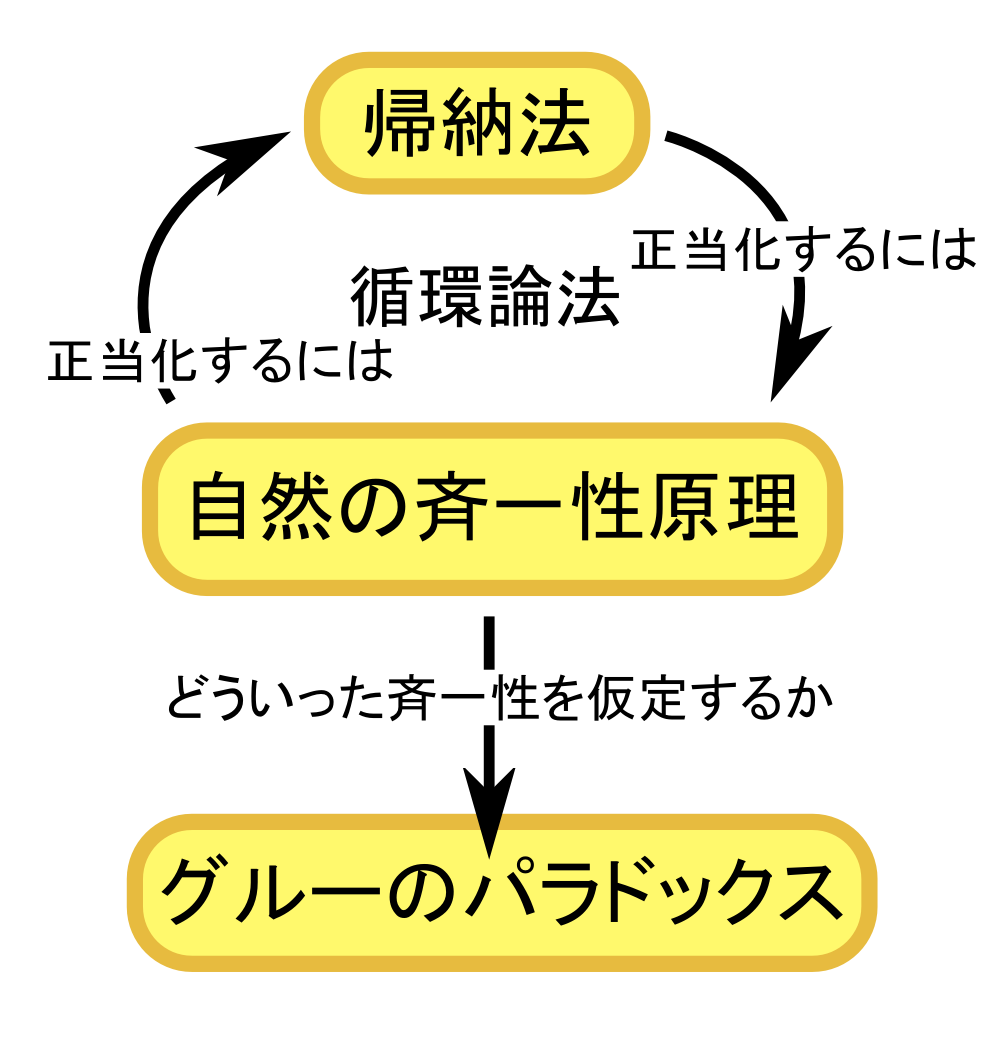
帰納とその周辺概念との関係 帰納法と自然の斉一性原理は、その正当化に関して互いに循環する。また斉一性原理はグルーのパラドックスという問題を持つ。

この法則は当然のように思われるが、この原理の利用を正当化する論理的根拠は未だに提出されていない。仮に自然科学の基本的な方法である帰納法を使って正当化を試みても、帰納法そのものがこの原理を使用するため、正当化は不可能である。具体的に示すと以下のようになる。
- 1. 今まで自然の斉一性を仮定して、うまくいった。
- 2. だからこれからもうまくいくだろう。

これが帰納を用いた自然の斉一性の正当化だが、1行目から2行目に進むステップで、自然の斉一性が使われている。今までうまく行ったとしても、明日からはうまく行かないかもしれない、という可能性が排除されている事がそれにあたる。つまり斉一性原理の正当化は循環論法に陥り、うまくいかない。
だが、自然の斉一性を仮定することは科学の基礎でもある。現行の自然科学は、基本的にひとまずはこの原理を仮定することによって成り立っている。すなわち、アブダクション（発見）→仮説「全てのF（F1、F2、F3……）は～である」→予測「どのようなFも～である」→予測に相応する観察「F1は～である」という一連の仮定の根底に、この原理が置かれるわけである（帰納の項も参照）。いかなる現象も、体験的に得られる知識の延長上で理解しようとするものである以上、これは避けられない。
今までに知られていない現象を発見した際、それを説明するために新たな法則や原理を導入すれば、その説明はたやすいが、あえてそれをできるだけ控える事で科学は進歩してきた。
わかりやすい例として、地質学や古生物学の初期においてジェームズ・ハットンとチャールズ・ライエルによって導入された斉一説は、地層の形成や化石の生成を古代に存在した大事件で説明しようとする天変地異説に対し、過去の現象を現在の日々行なわれている現象の積み重ねで説明するものであった。このことで、過去の再検証が可能となる。地質学や古生物学はこの学説の下で初めて「科学」として進歩し、多くの現象が斉一説の流れの中で理解できるようになったのである。斉一説に基づいて積み重ねられた知識を踏まえた上で、それでも天変地異があった事を認めた「白亜紀末に隕石が落下して恐竜を滅ぼした」という説もあるが、一見、斉一性原理を無視したように見えるこの説も、基本的考え方は斉一説に基づいており、一足飛びに天変地異に飛びついたものではない。
自然の斉一性を完全に否定した立場（魔術的思惟）に立てば、あらゆる対象物や事象、あるいはその関係性などが瞬間ごとに同一であることが保証されていないことになり、ここでは科学が前提とする分類可能性や何事かを記録しておく記載可能性もまた否定される。しかし魔術的世界と完全に斉一な世界との間には膨大な領域があり、魔術的思惟の否定が斉一性原理の証明にはならない。

## 関連文献
日本語のオープンアクセス文献
- 上田大助、「自然界は一様であるか？」 科学基礎論研究 1956年 2巻 2号 p.269-273, doi:10.4288/kisoron1954.2.2_269